# Bent Blüdnikow
Bent Blüdnikow (født 4. november 1954 i Rødovre) er en dansk historiker, journalist, forfatter, anmelder og debattør. Han har skrevet flere bøger om Danmarks historie specielt om jøder i Danmark.

## Baggrund
Blüdnikow er søn af Henny og Benjamin Blüdnikow og barnebarn af Gitel og Jacob Blüdnikow. Oldemoder på mødrenes side var Joha German fra Vitebsk, nuværende Hviderusland.
Blüdnikows forældre flygtede over Øresund i oktober 1943.
Faren sejlede over fra Snekkersten i en synkefærdig jolle med ni andre personer, og var nær omkommet.
Han var studiekammerat med Arne Notkin.
Blüdnikow blev i 1981 cand. mag. i historie og dansk.
Han er aktivt medlem af Mosaisk Trossamfund.

## Karriere
Efter sin uddannelse var Blüdnikow mellem 1982 og 1995 arkivar og seniorforsker på Rigsarkivet.
I den tid udgav han en række bøger og artikler om historiske emner.
Han var blandt bidragyderne til Dansk kulturhistorisk Opslagsværk der udkom i 1991.
I 1995 skiftede han til avisbranchen og blev debatredaktør og anmelder på Weekendavisen (1995-1998), siden debat- og kronikredaktør ved Berlingske Tidende. I 2001 skiftede han stilling på Berlingske og blev anmelder og skribent på kulturredaktionen.
Den 11. marts 2004 stiftede Blüdnikow sammen med en række andre danske erhvervsfolk, tænkere og kulturpersonligheder tænketanken CEPOS.
Blüdnikow er fortsat med at udgive bøger: den erhvervshistoriske bog Tele Danmark – et erhvervseventyr (2000) og den 500-siders store bog fra 2009 Bombeterror i København. Trusler og terror 1968–1990, der blandt andet beskriver terrorbomberne i København den 22. juli 1985 mod Northwest Orient Airlines og den Københavnske synagoge samt en række andre terrorrelaterede hændelser i Danmark og internationalt.
Han har bidraget til flere bøger: Danish Jewish art fra 1999,
Velfærd tur-retur : efter socialdemokratismens sammenbrud (2005),
og redigeret Opgøret om den kolde krig (2003) og Kampen om den kolde krig : festskrift til Bent Jensen (2008).
Blüdnikow var i 1980 medstifter af Selskabet for Dansk Jødisk Historie, som han i dag er næstformand for,
og han er konsulent (og har i perioder været redaktør) ved det tilknyttede tidsskrift Rambam.

## Debattør og kritiker
I tiden hos Berlingske Tidende iværksatte Blüdnikow en række principielle debatter om totalitarismen i det 20. århundrede, herunder om venstreradikalisme og kommunisme.
Blüdnikow har tillige været en nidkær kritiker af bøger, og en række er efterfølgende blevet trukket tilbage af forlaget eller omredigeret.
Således kritiserede Blüdnikow artiklen kommunisme i Store Danske Encyklopædi.
Værkets redaktion afviste i første omgang kritikken, men erkendte siden en række svagheder og mangler og ændrede denne artikel og en række andre i net-udgaven af encyklopædien.
I 2004 udgav Frank Esmann en Kissinger-biografi, hvor Blüdnikow fandt at dele var et plagiat af Walter Isaacsons bog om Kissinger fra 1992.
Forlaget Aschehoug trak Esmanns bog tilbage, og genudgav den med rettelser og nye noter. Sagen førte til at Kulturministeriet udsendte retningslinjer for plagiat-sager.[kilde mangler]
Også en Che Guevara-biografi og en John F. Kennedy-biografi blev trukket tilbage efter kritik fra Blüdnikow.
Endelig var Blüdnikow kritisk over for amatørhistorikeren Bent Christensens bog De grønne Djævle, som stod til at skulle udgives på Gyldendal i 2009.
I sin anmeldelse den 30. september 2009 kaldte Blüdnikow bogen "farlig og forløjet".
Efterfølgende trak forlaget bogen tilbage.
I forbindelse med udgivelse af sin bog om terror i København udtalte Blüdnikow at beretningen om Blekingegadebanden overskyggede historien om alvorlige terrorhandlinger.
For sin debatindsats modtog Blüdnikow i 2011 Selskabet Libertas' Adam Smith-pris.
I 2013 argumenterede Blüdnikow for, at "den danske hjemstavnshistorie" negligerer en række negative konsekvenser af samarbejdspolitikken, bl.a. at det danske diplomati undlod at bistå jøderne i andre europæiske lande. Han kritiserer især Bo Lidegaard for at anlægge "et snævert nationalt perspektiv" i sine bøger om besættelsen, senest bogen "Landsmænd", men finder samtidig, at kun "få markante undtagelser" blandt danske historikere, har forholdt sig kritisk til fortællingen om, at redningen af jøderne kan tilskrives samarbejdspolitikken.

## Forfatterskab

### Bøger
- København 1790. Billeder af dagliglivet, C.A. Reitzels forlag. I samarbejde med Henrik Stevnsborg (1983).
- Postvæsenets historie 1900-1926, bind 4, red. Anders Monrad Møller, Bind 1-5), Postvæsenets eget forlag 1985.
- Immigranter. Østeuropæiske jøder i København 1900-1917, Borgen 1986.
- Sladder og satire. Københavnerliv i 1780erne, Gyldendal 1987.
- (red.) Fremmede i Danmark. 400 års fremmedpolitik, Odense Universitetsforlag 1987.
- Krigsfanger – et billeddrama om krigsfanger i Danmark under 1. verdenskrig Odense Universitetsforlag 1988.
- Som om de slet ikke eksisterede. Hugo Rothenberg og kampen for de tyske jøder, Samleren 1991.
- Oktober 43. Vidnesbyrd om flugten, Forum, i samarbejde med Klaus Rothstein 1993.
- Enhedsvæsenet og andre telefoniske fabeldyr. Samarbejde og tilsyn fra den første telefon til Tele Danmark, Teletilsynets eget forlag 1994.
- Min fars flugt. Jødiske skæbner i oktober 1943. Peoples Press. Berlingske 2013.
- Grænseløse Jøder: Spillet om Danmark og Marokko i 1700-tallet. 2024

### Udvalgte artikler
- "Denmark during the First World War". Journal of Contemporary History. 24 (4): 683-703. 1989. doi:10.1177/002200948902400407. Arkiveret fra originalen 3. maj 2022. Hentet 15. marts 2014.
- "Stille diplomati og flygtningehjælp. Den jødiske menigheds ledelse 1933-1943", i Hans Sode-Madsen (red.), Føreren har befalet, Samleren, (1993).
- "Voldsfascinationen på venstrefløjen", i Bertel Haarder (red.), Hvem holdt de med?, 1999.
- "Dansk jødisk historie", i Mirjam Gelfer-Jørgensen (red.), Dansk jødisk kunst, Rhodos 2000.

- Bent Blüdnikow (1981). "Jødeuroen i København 1830" (PDF). Historie/Jyske Samlinger, Ny række. 14.
- Bent Blüdnikow (1985). "Dansk-jødisk historie - en forskningsoversigt". Fortid og Nutid: 13-31. Arkiveret fra originalen 14. marts 2016. Hentet 2. februar 2013.
- Bent Blüdnikow (1986). "Folkelig uro i København 1789—1820". Fortid og Nutid: 1-54. Arkiveret fra originalen 14. marts 2016. Hentet 2. februar 2013.
- Bent Blüdnikow (1986). "Mere om folkelig uro 1789-1820". Fortid og Nutid: 276-278.{{cite journal}}:  CS1-vedligeholdelse: url-status (link)